# Tjalmerivier
Tjalmerivier (Samisch: Šalmmejohka) is een rivier die stroomt in de Zweedse  gemeente Kiruna. De rivier ontvangt haar water op de westelijke hellingen van de Tjalmeberg (Šalmmecohkat). Ze stroomt naar het westen en vervolgens naar het zuiden. Ze is circa 15 kilometer.
Afwatering: Tjalmerivier → (Torneträsk) → Rautasrivier → Torne → Botnische Golf